# Thieulloy-la-Ville
Thieulloy-la-Ville là một xã ở tỉnh Somme, vùng Hauts-de-France, Pháp.

## Địa lý
Thị trấn này có cự ly khoảng 21 miles về phía tây nam của Amiens, trên đường D919.

## Dân số
| 1962                                                  | 1968 | 1975 | 1982 | 1990 | 1999 | 2006 |
| ----------------------------------------------------- | ---- | ---- | ---- | ---- | ---- | ---- |
| 117                                                   | 123  | 96   | 80   | 92   | 94   | 96   |
| Số liệu dân số từ năm 1962, dân số không tính hai lần |      |      |      |      |      |      |